# Hornhai
Der Hornhai (Heterodontus francisci) ist ein maximal 120 cm langer Stierkopfhai. Er kommt in den gemäßigten bis subtropischen Küstengebieten vor der nordamerikanischen Pazifikküste im Bereich von Südkalifornien, der Baja California und Mexikos vor.

## Aussehen und Merkmale

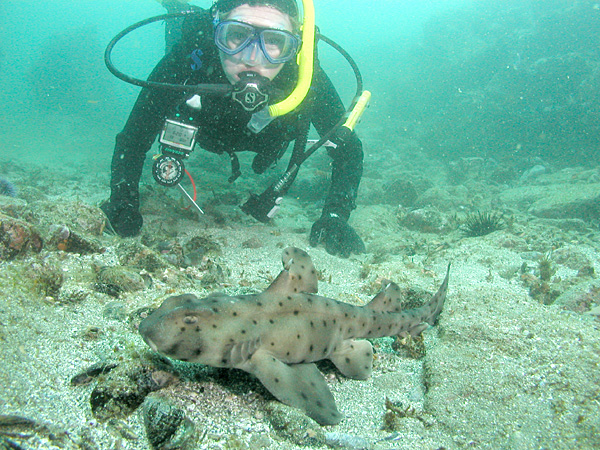
Taucher mit Hornhai

Der Hornhai hat eine durchschnittliche Körperlänge von etwa 100 cm, kann jedoch auch Körperlängen bis 120 cm erreichen. Er hat eine graue bis hellbraune Körperfärbung und ist durch zahlreiche kleine dunkle Punkte über den Kopf, Körper und Schwanz gezeichnet.
Der Hai besitzt einen zylindrischen Körper mit einem konisch geformten Kopf. Die Augenwülste sind im Gegensatz zu den anderen Stierkopfhaien (mit Ausnahme des Kamm-Stierkopfhais) sehr hoch ausgeprägt. Er besitzt eine Afterflosse und zwei Rückenflossen, die beide bedornt sind, und fünf vergleichsweise lange Kiemenspalten mit einem kleinen Spritzloch (Spiraculum) unterhalb des Auges.

## Lebensweise
Der Hornhai ist eine vorwiegend nachtaktive Art im Bereich des Kontinentalschelfs, wo er nahe dem Meeresboden bis zur Oberfläche in 2 bis 11 m Tiefe lebt. Er kann jedoch auch in tieferen Meeresregionen bis in Tiefen von 150 m vorkommen. Die Tiere bevorzugen steinige Untergründe mit guten Versteckmöglichkeiten, in denen sie sich tagsüber aufhalten. Sie ernähren sich vor allem von bodenlebenden Wirbellosen, darunter insbesondere von Seeigeln sowie Krebse und Muscheln, die er mit seinen Pflasterzähnen aufbrechen kann. Auf dem Meeresboden bewegen sie sich „gehend“, indem sie ihre Brustflossen entsprechend einsetzen.
Er ist wie alle Stierkopfhaie eierlegend (ovipar) und legt in einem Zeitraum von etwa 4 Monaten ab etwa 2 Wochen nach der Paarung intervallartig etwa alle 2 Wochen 2 spiralförmige Eier (Aquariumbeobachtungen). Die Junghaie schlüpfen nach etwa 7 bis 9 Monaten mit einer Größe von etwa 15 cm. Die Geschlechtsreife erreichen die Tiere bei einer Länge von ungefähr 60 cm.

## Verbreitung

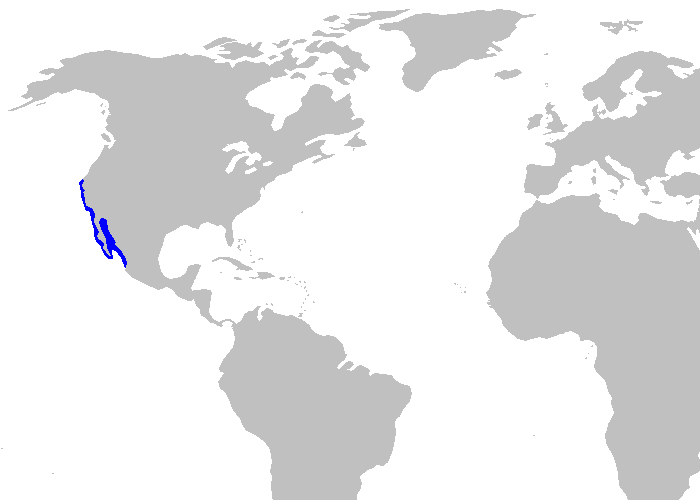
Verbreitung des Hornhais

Der Hornhai kommt in den gemäßigten bis subtropischen Küstengebieten vor der nordamerikanischen Pazifikküste im Bereich von Südkalifornien, der Baja California und Mexikos vor. Weitere Vorkommen vor Peru und Chile werden angenommen.